# Edward Low
Kapitán Edward „Ned“ Low (též psáno Lowe nebo Loe) byl známý anglický pirát. I když jeho pirátská kariéra trvala jen tři roky, stal se jedním z nejobávanějších pirátů své doby, kvůli tomu, že přepadl a zajal více než sto lodí, a také kvůli své nemilosrdnosti k obětem.

## Brzký život
Narodil se okolo roku 1690 ve Westminsteru. Jelikož jeho rodina byla chudá, živil se jako zločinec od brzkého věku. Ze začátku jenom vybíral kapsy a pral se s lidmi za peníze, později začal s gamblerstvím a vykrádáním domů. Jeho mladší bratr byl chycen při vykrádání domu. Byl za to oběšen v roce 1707.

## Boston
Po několika letech ho to začalo nudit a přeplul Atlantský oceán do nového světa v roce 1710. Několik let cestoval, dokud se neusadil v Bostonu. 12. srpna 1714 se oženil s Elizou Marble. Měl s ní dvě děti. První se jim narodil syn, který ale zemřel krátce po narození. Pět let po svatbě, v zimě, se jim narodila dcera. Eliza zemřela při porodu. Tato událost měla menší vliv na jeho budoucí pirátskou kariéru. Nerad nutil ženaté muže, aby se přidali k jeho posádce.
Pracoval nějakou dobu v přístavu. S posádkou se vzbouřili proti kapitánovi lodě a převzali loď. Stali se piráty. Přepadávali obchodní lodě v okolí Bostonu, dokud neměli dostatek peněz na přeplutí do Karibiku. Získali také novou vlajkovou loď jménem Fancy. Svoji dceru zanechal v Bostonu, čehož později velice litoval.

## Roky v Karibiku
Jak roky plynuly, Low se stával slavnějším a obávanějším. Lodě, které přepadával, si nenechával, jelikož preferoval flotilu jenom o třech až čtyřech lodích, místo toho většinu z nich spaloval. Posádky těchto lodí také zřídkakdy vyvázly vcelku z těchto střetů s Lowem. Low rád usekával části obličejů, zejména rty, nosy a uši. Také měl v oblibě mučení, týrání a vyřezávání srdcí. Poté nutil další zajatce jíst tyto useknuté části. Lidé, kteří přežili střet s ním, ho popisovali jako psychopata.
V roce 1723 anglická vláda proti němu poslala flotilu, jelikož útočil velice často na její lodě. Téhož roku utrpěl 10. června těžkou porážku od Angličanů.
Rok poté se Loweho chování k zajatcům zhoršovalo, což se posádce nezamlouvalo, proto se proti němu vzbouřili. Vysadili ho v Martiniku, kde ho našli a oběsili Francouzi.